# Autobiografía

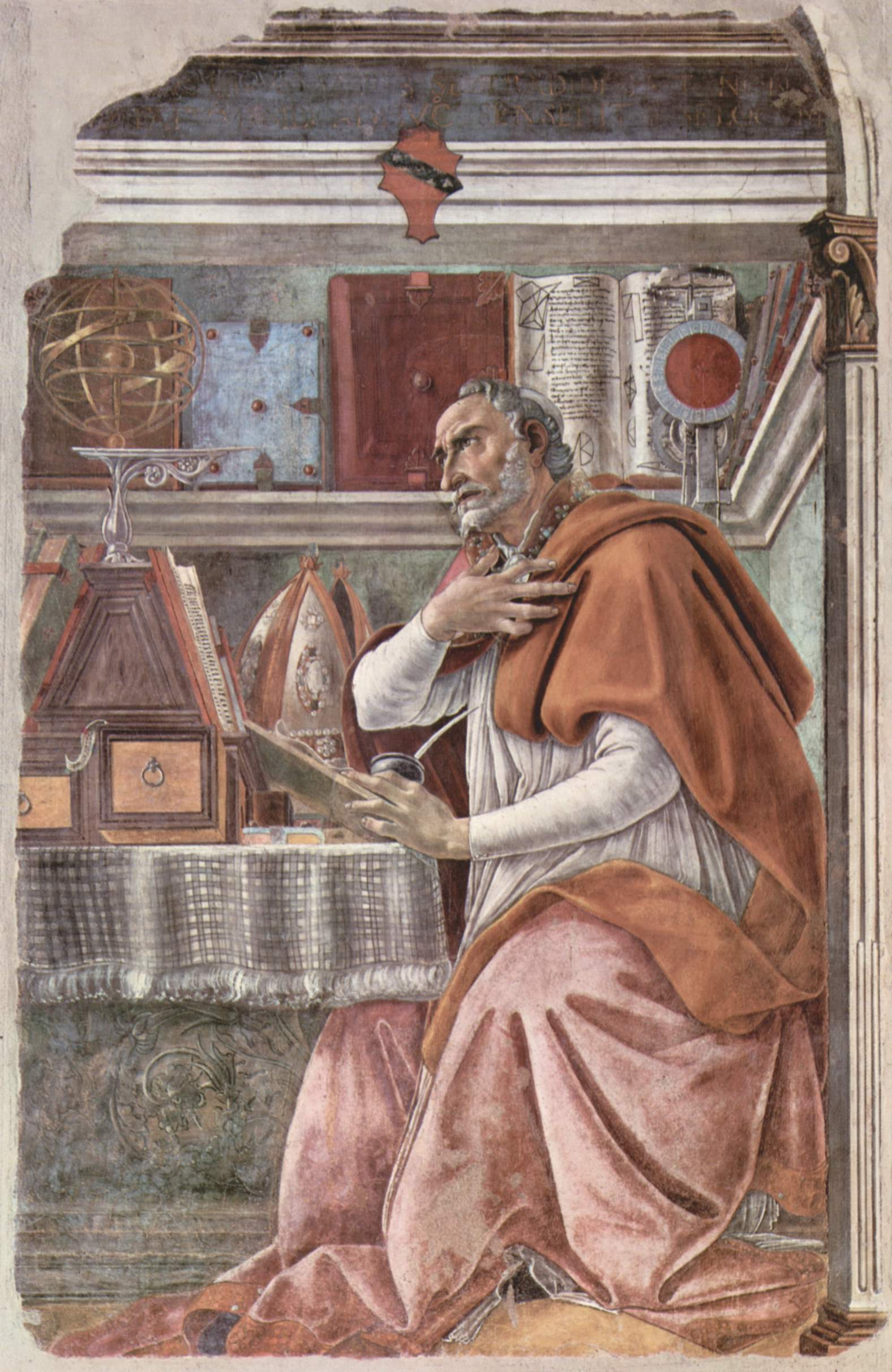
San Agustín, autor de las Confesiones, en su estudio según Sandro Botticelli. La autobiografía es un género que emprende el recuento de los principales episodios de unas vidas, haciendo énfasis en las situaciones vitales importantes para el autor.

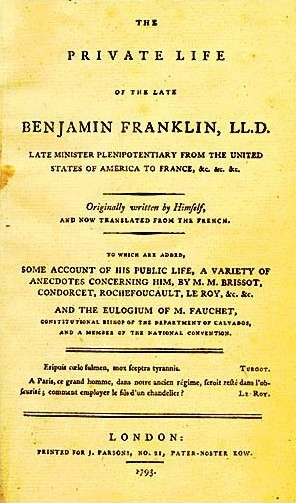
Portada de la primera edición de la Autobiografía, de Benjamin Franklin.

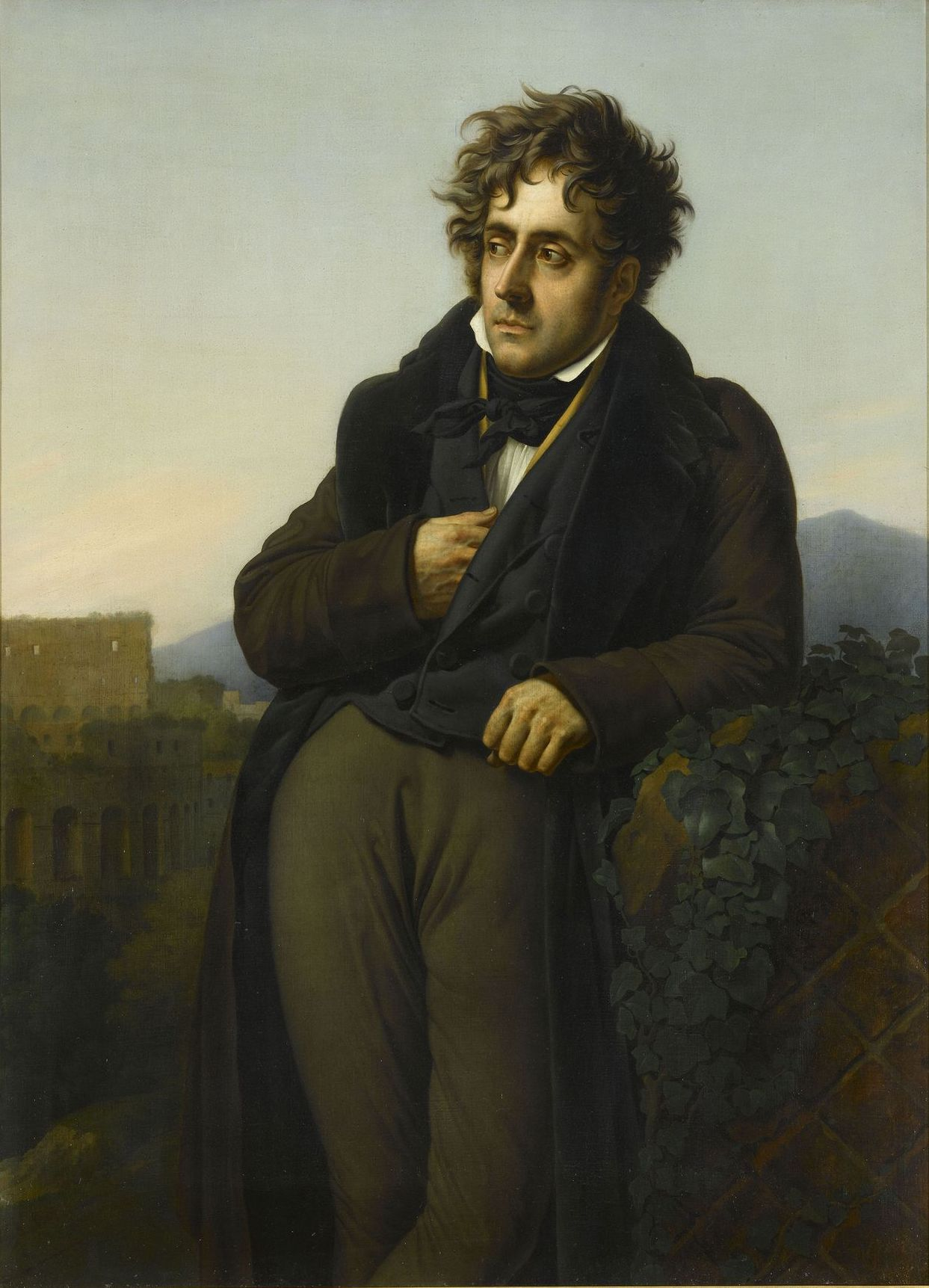
François-René de Chateaubriand, autor de Memorias de ultratumba.

La autobiografía es la narración de una vida o parte de ella, escrita por el propio autor, mostrando su nacimiento, sus logros, sus fracasos, sus gustos, sus experiencias, reconocimientos y los demás acontecimientos relevantes que haya vivido o a que haya asistido. Es un género literario que en gran medida se sitúa en la frontera entre literatura e historia y está cercano a otros como la biografía, el epistolario, el libro de viajes, las memorias, el currículum, el diario, etc.

## Etimología
En inglés, el término autobiography surgió como neologismo de composición culta en Inglaterra a principios del siglo XIX. El primero en utilizarlo habría sido el poeta Robert Southey en un artículo en 1809. Sin embargo, según el francés Georges Gusdorf, el término se encontraría ya con anterioridad en el filósofo alemán Friedrich Schlegel, que lo habría utilizado en 1798.

## La autobiografía como género

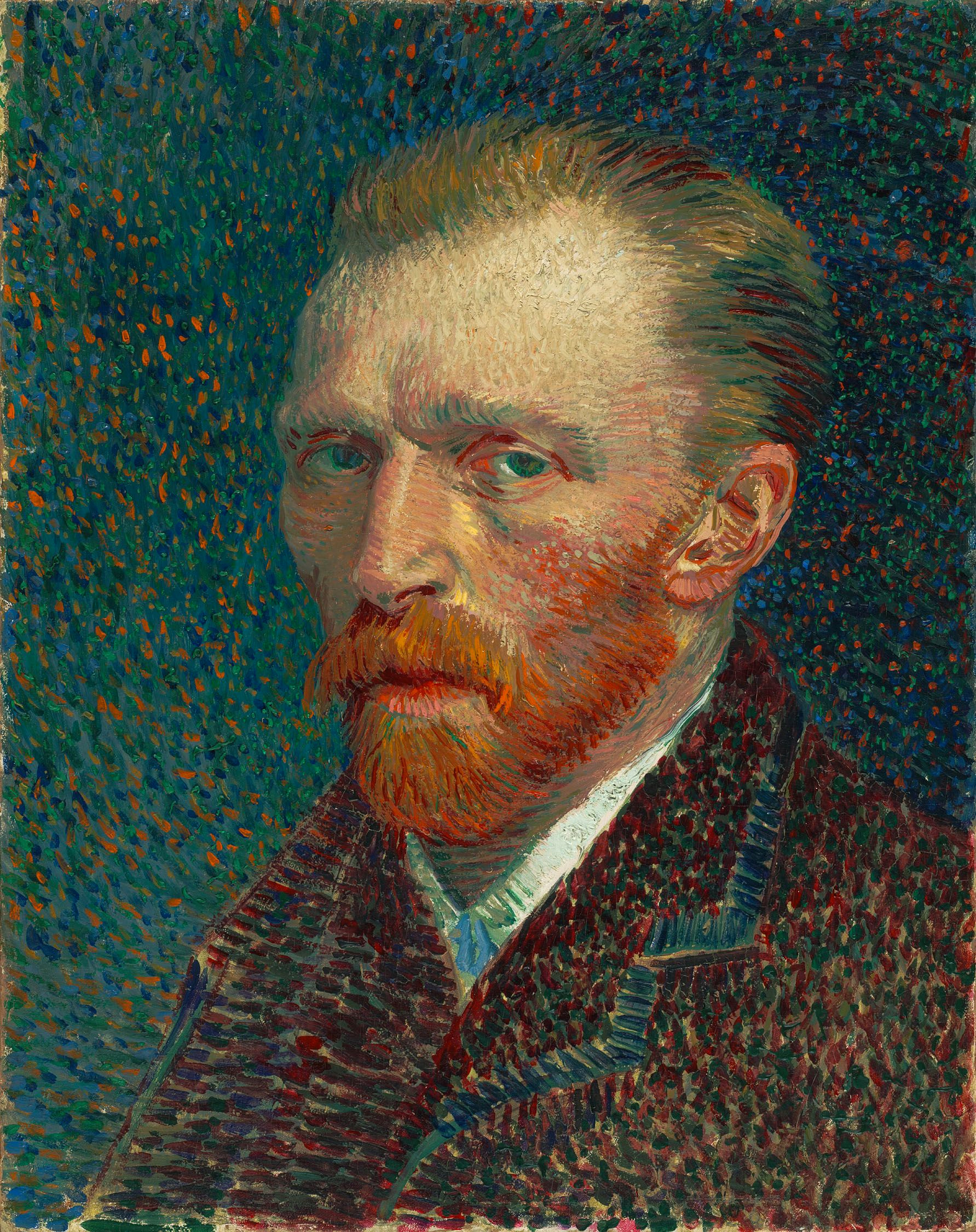
Autorretrato de Vincent van Gogh. El autorretrato es, en cierta manera, el equivalente pictórico de la autobiografía escrita.

De entre las muchas definiciones de autobiografía que se han dado, una de las canónicas, por la aceptación que ha tenido entre los estudiosos, es la del francés Philippe Lejeune, quien define la autobiografía como «relato retrospectivo en prosa que una persona real hace de su propia existencia, en tanto que pone el acento sobre su vida individual, en particular sobre la historia de su personalidad».
Lo que caracteriza a la autobiografía es la identidad entre el autor, esto es, la persona que escribe el libro; el narrador —la persona que dice «yo» en el texto y relata la historia—; y el protagonista de esa narración, cuya vida, estados de ánimo, emociones, evolución personal, etc., constituyen el asunto del relato. Por lo general, la identificación entre el narrador y el personaje del relato se realiza mediante el uso del pronombre personal «yo», que identifica al sujeto de la enunciación (el narrador) con el sujeto del enunciado (personaje). Por su parte, la identificación entre el autor y el narrador sólo se puede garantizar, en opinión de Lejeune, mediante la coincidencia entre el nombre propio del autor que figura en la portada del libro y el que el narrador se dé a sí mismo. Esta coincidencia es la que funda el llamado pacto autobiográfico, un tipo de pacto de lectura conceptualizado por Lejeune. El pacto autobiográfico es una suerte de «contrato» establecido entre autor y lector por el que tácitamente aquel se compromete a contar la verdad sobre su vida, y este, a creer el relato ofrecido. Como es evidente, esto no implica que todo lo que se cuente en una autobiografía sea cierto, lo cual no impide que el pacto como tal exista, aunque sea para infringirlo. Este pacto autobiográfico sería el que diferenciaría a una autobiografía de una novela con contenido autobiográfico, pues aunque en ésta pueda darse el caso de que todo lo atribuido a un personaje, con nombre ficticio, sean hechos verdaderamente ocurridos al autor -cosa que sólo podría comprobarse de forma extratextual-, el lector no establece con el texto el mismo tipo de relación, pues no exige que lo que lee sea verdad.
La autobiografía está íntimamente relacionada con otros géneros vecinos, como la biografía, las memorias, el diario íntimo, entre otros, de los que, sin embargo, es posible distinguirla sobre la base de determinados rasgos:
- De la biografía se diferencia por la identidad entre el narrador y el protagonista del relato, que no se da en la primera.
- De las memorias se distingue por poner el acento en la vida íntima del narrador, en el desarrollo de su personalidad. Las memorias se caracterizan por centrarse, más bien, en los hechos externos de la vida.
- Del diario íntimo o del epistolario la diferencia el hecho de tratarse de un relato retrospectivo, construido a partir de la memoria del autor, con un lapso de tiempo importante entre el tiempo de la escritura y el de los hechos narrados, mientras que en el diario o la carta la escritura es paralela a los hechos.
- De la novela autobiográfica o novela con forma autobiográfica (también llamada falsa autobiografía), la distingue la identidad entre el autor material del texto y el narrador, que se da en la autobiografía y no en la novela autobiográfica, que es una obra de ficción que finge ser una autobiografía del protagonista, como por ejemplo David Copperfield de Charles Dickens, o las novelas picarescas como el Lazarillo de Tormes, Guzmán de Alfarache y otras.
- De esta última deriva un género moderno, la llamada autoficción, en la que un autor se toma a sí mismo como su propio personaje y mezcla hechos y personajes ficticios con otros verdaderos hechos y personajes.

En ocasiones, tanto la autobiografía propiamente dicha, como los otros géneros vecinos, se consideran subgéneros dentro de un más amplio «género autobiográfico». Otros autores, sin embargo, prefieren considerar la autobiografía como un género distinto de las memorias, diarios, epistolarios etc. y usan para referirse a todos el marbete «escrituras del yo».
La autobiografía, por otra parte, es un género literario que supone cierto grado de alegato autojustificativo, e incluso de propaganda religiosa o política (Comentarios a la Guerra de las Galias y Comentarios a la Guerra Civil, de Julio César; Mi lucha, de Adolf Hitler).

Retrato de Jean-Jacques Rousseau por Allan Ramsay. Rousseau es considerado el padre de la autobiografía moderna gracias a sus Confesiones.

En el mundo antiguo era un género poco practicado. Escribió una obra de sesgo autobiográfico el emperador romano Marco Aurelio (Meditaciones). Con el Cristianismo, en parte gracias a su inclinación espiritual e introspectiva, nació el género de la autobiografía religiosa, cuyo primer caso fue el de san Agustín (Confesiones). También es importante el elemento religioso en la profana Historia calamitatum de Pedro Abelardo; en cuanto a las mujeres medievales, los testimonios conservados no suelen pasar de los veinte folios y son escasos: Leonor de Córdoba y Helena Kottanner. Este género adquirió gran auge durante el Renacimiento, dado el antropocentrismo de la época. En España destacan las autobiografías de santa Teresa de Jesús (Libro de la Vida) y de san Ignacio de Loyola; y el subgénero autobiografías de soldados españoles, con figuras como Bernal Díaz del Castillo y los posteriores Alonso de Contreras y Diego Duque de Estrada. En el Renacimiento italiano aparece la autobiografía de famosos, bailarines, poetas y buenos artistas, como la Vita del orfebre y escultor Benvenuto Cellini, una de las obras clásicas de la literatura de este país. Ya en el siglo XVIII aparece la autobiografía del escritor castellano Diego de Torres Villarroel y, casi al mismo tiempo, dos de los más influyentes modelos del género en la modernidad: las Confesiones de Jean-Jacques Rousseau, modelo para las autobiografías del Romanticismo del siglo XIX, y las Memorias de Benjamín Franklin.
Una autobiografía difiere de una biografía en que en la primera el escritor narra su propia vida. Los biógrafos generalmente recurren a una gran variedad de documentos y puntos de vista, mientras que una autobiografía puede estar basada completamente en la memoria del escritor. Aunque las autobiografías no abundan, existen ejemplos de ellas de gran valor literario.
El autor de una autobiografía describe de manera literaria su vida privada y los cambios que han ocurrido en su personalidad y manera de ser. Se puede elaborar en el momento que se desee, en ocasiones a petición de alguien. Su escritura es, por lo regular, en prosa y en ella se deben cuidar todos los detalles, pues el interés del texto es literario por encima de otras consideraciones.

## La autobiografía a través de los periodos

### El período clásico: apología, oración, confesión
En la antigüedad, tales trabajos solían titularse apologías, ya que pretendían ser una autojustificación en lugar de una autodocumentación. El trabajo confesional cristiano de John Henry Newman (publicado por primera vez en 1864) se titula Apologia Pro Vita Sua en referencia a esta tradición, ya que había apostatado de la Iglesia anglicana y se había convertido a la católica.
El historiador judío Flavio Josefo presenta su autobiografía (Josephi Vita, c. 99) como autoalabanza, siguiéndola de una excusa o justificación de sus acciones como comandante rebelde judío de Galilea. 
El retórico pagano Libanio (c. 314-394) enmarcó las memorias de su vida (Oración que comencé en 374) como uno de sus discursos u "oraciones", pero no de tipo público, sino de tipo literario, pues que no podía ser leído en la intimidad en voz alta.
San Agustín de Hipona (354–430) aplicó el título Confesiones a su trabajo autobiográfico, y Jean-Jacques Rousseau usó el mismo título en el siglo XVIII, iniciando la cadena de autobiografías confesionales y a veces picantes y altamente autocríticas de la era romántica y más allá. Agustín fue posiblemente el primer y verdadero autobiógrafo occidental, y se convirtió en un modelo influyente para todos los escritores cristianos a lo largo de la Edad Media. En este escrito narra en primera persona su evolución espiritual e ideológica desde el estilo de vida hedonista y pagano que Agustín vivió durante un tiempo en su juventud, asociándose con hombres jóvenes que se jactaban de sus pecados; su seguimiento y abandono del maniqueísmo contra el sexo y contra el matrimonio en un intento de buscar la moral sexual; y su posterior regreso al cristianismo debido a su adopción del escepticismo y el movimiento de la Nueva Academia (desarrollando la visión de que el sexo es bueno y que la virginidad es mejor, comparando el primero con la plata y el segundo con el oro; las opiniones de Agustín posteriormente influyeron fuertemente en la teología occidental). Las confesiones siempre estarán entre las grandes obras maestras de la literatura occidental.
En el espíritu de las Confesiones de Agustín está la Historia Calamitatum del filósofo y lógico Pedro Abelardo (siglo XII), que se destaca como documento autobiográfico de su época y narra sus desgraciados amores con Eloísa.

### Autobiografías tempranas
En el siglo XV, Leonor López de Córdoba, una noble española, escribió sus Memorias, que pueden ser consideradas la primera autobiografía en castellano. Zāhir ud-Dīn Mohammad Bābur, quien fundó la dinastía mogol del sur de Asia, escribió un diario Bāburnāma (Chagatai / Persa: بابر نامہ; literalmente: "Libro de Babur" o "Cartas de Babur") que fue escrito entre 1493 y 1529.
Una de las primeras grandes autobiografías del Renacimiento es la del escultor y orfebre Benvenuto Cellini (1500-1571), escrita entre 1556 y 1558 y titulada por él simplemente Vita (en italiano: "Vida"). Al principio declara: "No importa de qué tipo sea, todos los que tienen en su haber lo que son o parecen ser grandes logros, si se preocupan por la verdad y la bondad, deben escribir la historia de su propia vida por sus propias manos; pero nadie debe aventurarse en una empresa tan espléndida antes de que tenga más de cuarenta años". Estos criterios para la autobiografía generalmente persistieron hasta los últimos tiempos, y las autobiografías más serias de los siguientes trescientos años se ajustaban a ellos. Otra autobiografía de la época es De vita propria, redactada por el matemático, médico y astrólogo italiano Gerolamo Cardano (1574).
La primera autobiografía conocida escrita en inglés es el Libro de Margery Kempe, escrito en 1438. Siguiendo la tradición anterior de una historia de vida contada como un acto de testimonio cristiano, el libro describe las peregrinaciones de Margery Kempe a Tierra Santa y Roma, sus intentos de negociar un matrimonio célibe con su esposo y, sobre todo, sus experiencias religiosas como mística cristiana. Los extractos del libro se publicaron a principios del siglo XVI, pero todo el texto se publicó por vez primera solo en 1936.
Posiblemente la primera autobiografía disponible para el público escrita en inglés fue la del capitán John Smith, publicada en 1630 y considerada por muchos como apenas una colección de cuentos contados por alguien de dudosa veracidad. Pero este dictamen cambió con la publicación de la biografía definitiva de Philip Barbour (1964), que, entre otras cosas, documentó los hechos aludidos de forma independiente para muchos de los "cuentos" de Smith. No pocos no los podría haber conocido Smith en el momento de la escritura a menos que realmente estuviera presente en los eventos que escribe.
Otras autobiografías inglesas notables del siglo XVII incluyen las de lord Herbert de Cherbury (1643, publicada en 1764) y John Bunyan (Grace Abounding to the Chief of Sinners, 1666).
Jarena Lee (1783-1864) fue la primera mujer afroamericana en publicar una biografía en los Estados Unidos.

### SiglosXVIIIyXIX
Siguiendo la tendencia del romanticismo, que enfatizó en gran medida el papel del individuo y su naturaleza subjetiva, y siguiendo los pasos de las Confesiones de Jean-Jacques Rousseau, una forma más íntima de autobiografía que exploraba las emociones del sujeto se puso de moda. Se había descubierto el valor del yo. Los escritos autobiográficos del escritor francés Stendhal de la década de 1830, La vida de Henry Brulard y Memorias de un egotista, declaran haber sido influidos por Rousseau. Un ejemplo inglés es el Liber Amoris de William Hazlitt (1823), un examen doloroso de la vida amorosa del escritor.
Con el auge de la educación, los periódicos baratos y la impresión barata, comenzaron a desarrollarse conceptos modernos de fama y celebridad, y los beneficiarios de esto no tardaron en sacar provecho produciendo autobiografías. Se convirtió en norma en vez de excepción que los que estaban en el ojo público debían escribir sobre sí mismos y documentarse, no solo escritores como Charles Dickens (que también incorporó elementos autobiográficos -autoficción- en sus novelas) y Anthony Trollope, sino también políticos (por ejemplo, Henry Brooks Adams), filósofos (por ejemplo, John Stuart Mill), eclesiásticos como el cardenal Newman y empresarios del espectáculo como P. T. Barnum. Cada vez más, de acuerdo con el gusto romántico, estos relatos también comenzaron a abordar, entre otros temas, aspectos de la infancia y la educación, muy alejados de los principios de la autobiografía "celiniana".

### SiglosXXyXXI

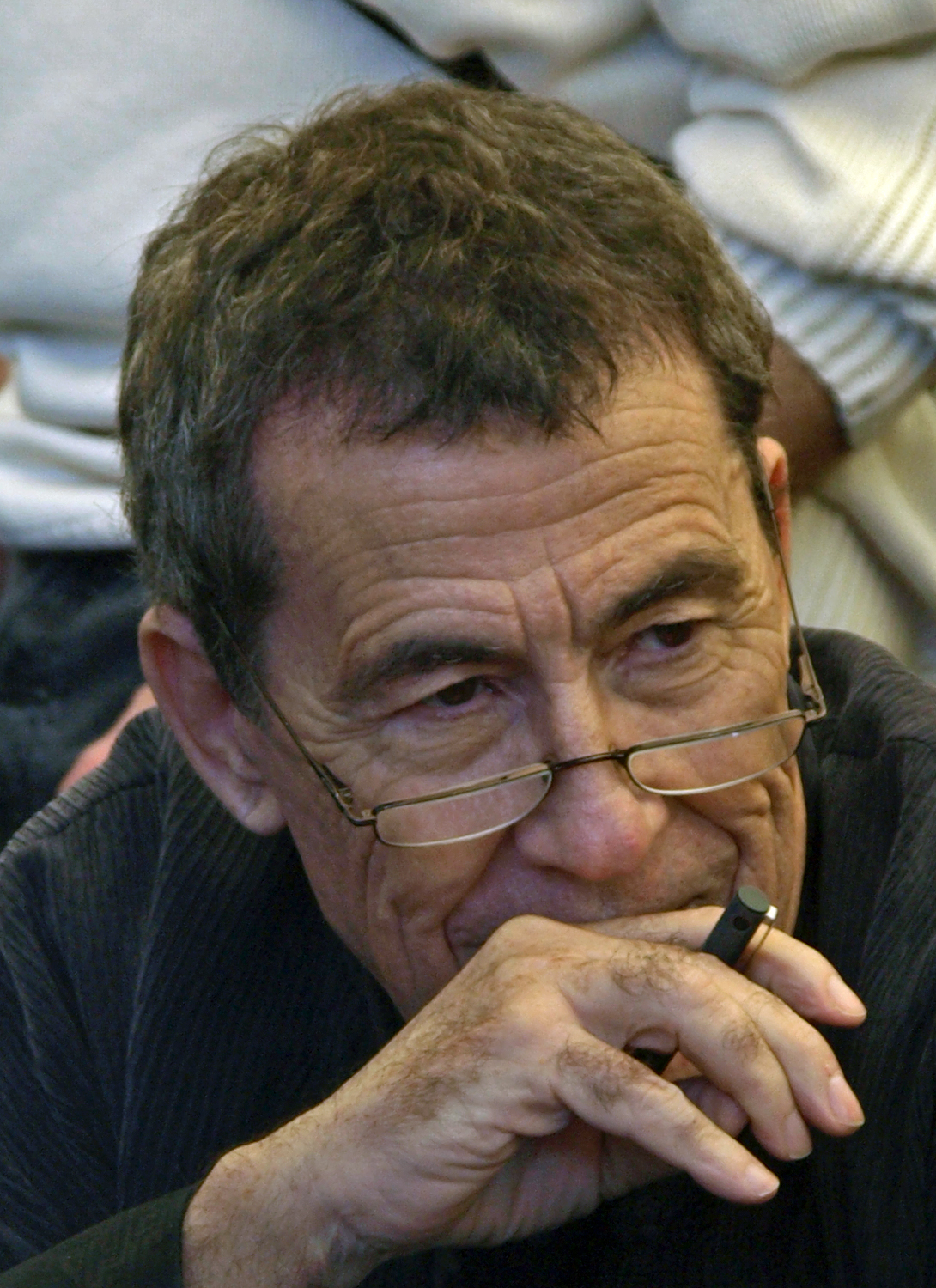
La obra de Sánchez Dragó es mayoritariamente autobiográfica.

Desde el siglo XVII en adelante, se han publicado con frecuencia "memorias escandalosas" de supuestos libertinos que respondían al gusto público por su excitable sensualidad. Típicamente seudónimos, eran (y son) en gran parte obras de ficción escritas por negros literarios o escritores fantasmas. Las llamadas "autobiografías" de atletas profesionales modernos y socialités o celebridades de los medios, y en menor medida sobre los políticos, generalmente escritas en primera persona por un escritor fantasma apenas documentados con un puñado de entrevistas grabadas y documentos seleccionados de las hemerotecas, se publican de manera rutinaria. Algunas celebridades, como Naomi Campbell, admiten no haber leído sus "autobiografías". Algunas son meramente sensacionalistas como A Million Little Pieces de James Frey y han sido denunciadas públicamente por haber embellecido o ficcionado detalles significativos de la vida de los autores.
La autobiografía se ha convertido en un género literario cada vez más popular y ampliamente accesible. Una vida afortunada de Albert Facey (1979) se ha convertido en un clásico literario australiano. Y con el éxito crítico y comercial en los Estados Unidos de memorias como Las cenizas de Ángela, Lo es y El profesor de Frank McCourt y El color del agua, cada vez más personas han sido alentadas a probar suerte en este género. El libro de Maggie Nelson The Argonauts es una de las autobiografías recientes. Maggie Nelson lo llama "autoteoría", una combinación de autobiografía y teoría crítica. 
Un género donde el "reclamo de verdad" se superpone con elementos ficticios aunque el trabajo todavía pretende ser autobiográfico es la autoficción.

## Lista de algunas autobiografías compuestas porescritores fantasmas
- 1791: Autobiografía de Benjamin Franklin (1706‑1790), dictado y corregido por secretarios y colaboradores.
- 1883: La historia de mi vida, autobiografía de la docente ciega estadounidense Helen Keller (1880‑1968), escrita con la ayuda de su profesora, Anne Sullivan.
- 1925: Mi vida, autobiografía de la bailarina estadounidense Isadora Duncan (1877‑1927).
- 1944: El libro de Margery Kempe (1373‑1438), una monja inglesa; dictó su autobiografía a su hijo mayor, ya que era analfabeta.
- 1947: El diario de Ana Frank (1929‑1945), una niña judeoneerlandesa asesinada por los alemanes, editado y adaptado por su padre y editores para su publicación.
- 1951: La razón de mi vida, autobiografía de Eva Perón (1919‑1952) dictada y corregida por el escritor español Manuel Penella de Silva.
- 1965: Autobiografía de Malcolm X (1925‑1965), escrita por el escritor Alex Haley (1921‑1992).
- 1967: Testimonio, autobiografía del guerrillero argentinocubano Ernesto Che Guevara (1928‑1967), escrita póstumamente a partir de entrevistas.
- 2003: Historia viva, autobiografía de la política estadounidense Hillary Clinton (1947‑).
- 2009: Open (‘abierto’), autobiografía del tenista estadounidense André Agassi (1970‑) escrita por el periodista John Moehringer.
- 2015: Silvia Süller, yo, la mejor de todas. Santa y pecadora, autobiografía de la vedette argentina Silvia Süller (1958‑), escrita por el novelista Juan Sklar como escritor fantasma.
- 2018: Becoming (Mi historia, literalmente ‘cómo me convertí en...’), autobiografía de Michelle Obama (1964‑).
- 2021: Greenlights, del actor Matthew McConaughey.
- 2021: Essentially Charli: the ultimate guide to keeping it real (‘la Charli esencial: la guía definitiva para ser tú misma’), de la tiktoker estadounidense Charli D’Amelio (2004‑), también escrita por un escritor fantasma.
- 2021: Primer tiempo del expresidente argentino Mauricio Macri (1959‑), escrita por Pablo Avelluto (ministro de Cultura de la Nación) y Hernán Iglesias Illa.
- 2022: Spare (En la sombra, literalmente ‘de repuesto’), del príncipe Harry (1984‑).[6]
- 2022: I’m glad my mom died, la desgarradora historia de la actriz Jennette McCurdy (1992‑), protagonista de la serie infantil iCarly (2007‑2012).